# Espace algébrique
En mathématiques, les espaces algébriques sont une généralisation des schémas de la géométrie algébrique, introduits par Michael Artin, pour être utilisés dans la théorie de la déformation. Intuitivement, les schémas viennent avec des données de recollement de schémas affines munis de la topologie de Zariski ; les espaces algébriques viendront avec des données de recollements de schémas affines munis de la topologie étale, plus fine que la topologie de Zariski. Ainsi, alors que les schémas sont localement isomorphes aux schémas affines pour de la topologie de Zariski, les espaces algébriques sont localement isomorphes aux schémas affines de la topologie étale.
La catégorie des espaces algébriques qui en résulte étend la catégorie des schémas et permet de réaliser plusieurs constructions naturelles qui sont utilisées dans la construction des espaces de modules mais qui ne sont pas toujours possibles dans la sous-catégorie des schémas, comme prendre le quotient d'une action libre par un groupe fini (cf. le théorème de Keel-Mori).

## Définition
Il existe deux manières courantes de définir les espaces algébriques : ils peuvent être définis soit comme des quotients de schémas par des relations d'équivalence étale, soit comme des faisceaux sur un grand site étalé qui sont localement isomorphes aux schémas. Ces deux définitions sont essentiellement équivalentes. On réfère au Stacks project pour une étude détaillée des espaces algébriques (cf. Liens externes).

### Espaces algébriques comme quotients de schémas
Un espace algébrique X est la donnée d'un schéma U et d'un sous-schéma fermé R ⊂ U × U satisfaisant les deux conditions suivantes :
1. R est une relation d'équivalence en tant que sous-ensemble de U × U
2. Les projections p i : R → U sur chaque facteur sont des morphismes étales de schémas.
Certains auteurs, comme Knutson, ajoutent une condition supplémentaire selon laquelle un espace algébrique doit être quasi-séparé, ce qui signifie que le morphisme diagonale est quasi-compact.
On peut toujours supposer que R et U sont des schémas affines. Cela signifie que la théorie des espaces algébriques ne dépend pas de la théorie des schémas complète et peut en effet être utilisée comme un remplacement (plus général) de cette théorie.
Si R est la relation d'équivalence triviale sur chaque composante connexe de U (c'est-à-dire pour tout x, y appartenant à la même composante connexe de U, nous avons xRy si et seulement si x = y ), alors l'espace algébrique sera un schéma dans le sens habituel. Puisqu'un espace algébrique général X ne satisfait pas à cette exigence, il permet à une seule composante connexe de U de recouvrir X de plusieurs « feuillets ». L'ensemble de points sous-jacent à l'espace algébrique X est alors donné par |U|/|R| comme un ensemble de classes d'équivalence.
Soit Y un espace algébrique défini par une relation d'équivalence S ⊂ V × V. L'ensemble Hom(Y, X) des morphismes d'espaces algébriques est alors défini par la condition qu'il rend la suite de descente exacte (cette définition est motivée par un théorème de descente de Grothendieck pour les morphismes étales surjectifs de schémas affines)
{\displaystyle \mathrm {Hom} (Y,X)\rightarrow \mathrm {Hom} (V,X){{{} \atop \longrightarrow } \atop {\longrightarrow  \atop {}}}\mathrm {Hom} (S,X)}
. Avec ces définitions, les espaces algébriques forment une catégorie.
Soit U un schéma affine sur un corps k défini par un système de polynômes g(x), x = (x1, ..., xn), soit l'anneau des fonctions algébriques en x sur k, 
{\displaystyle k\{x_{1},\ldots ,x_{n}\}\ }
et soit X = {R ⊂ U × U} un espace algébrique.
Les fibres ÕX,x sur X sont définies comme les anneaux locaux des fonctions algébriques définies par ÕU,u, où u ∈ U est un point situé au dessus de x et ÕU,u est l'anneau local correspondant à u de l'anneau
k {x1, ...,xn} / (g)
des fonctions algébriques sur U.
Un point sur un espace algébrique est dit lisse si ÕX,x ≅ k{z1, ..., zd} pour certaines indéterminés z1, ... , zd. La dimension de X en x est alors simplement définie comme étant d.
Un morphisme f : Y → X d'espaces algébriques est dit étale en y ∈ Y (où x = f(y)) si l'application induite sur les fibres
ÕX,x → ÕY,y
est un isomorphisme.
Le faisceau structural OX de l'espace algébrique X est défini en associant l'anneau de fonctions O(V) sur V (défini par des applications étales de V vers la droite affine A1 au sens ce-dessus) à tout espace algébrique V qui est étale sur X.

### Espaces algébriques comme faisceaux
Un espace algébrique {\displaystyle {\mathfrak {X}}} peut être défini comme une faisceau d’ensembles
{\displaystyle {\mathfrak {X}}:({\text{Sch}}/S)_{\text{et}}^{op}\to {\text{Ens}}}
tel que
1. Il existe un morphisme étale surjectif {\displaystyle h_{X}\to {\mathfrak {X}}}
2. le morphisme diagonal {\displaystyle \Delta _{{\mathfrak {X}}/S}:{\mathfrak {X}}\to {\mathfrak {X}}\times {\mathfrak {X}}} est représentable.

La deuxième condition est équivalente à la propriété suivante : pour tous schémas {\displaystyle Y,Z} et morphismes {\displaystyle h_{Y},h_{Z}\to {\mathfrak {X}}}, le produit fibré de faisceaux
{\displaystyle h_{Y}\times _{\mathfrak {X}}h_{Z}}
est représentable par un schéma sur {\displaystyle S}. (Noter encore que certains auteurs ajoutent la condition supplémentaire dequasi-séparabilité)

## Espaces et schémas algébriques
Les espaces algébriques sont similaires aux schémas, et une grande partie de la théorie des schémas s'étend aux espaces algébriques. Par exemple, la plupart des propriétés des morphismes des schémas s'appliquent également aux espaces algébriques, on peut définir une cohomologie des faisceaux quasicohérents, les propriétés de finitude habituelles pour les morphismes propres tiennent, etc.
- Les espaces algébriques propres de dimension un (courbes) sur un corps sont des schémas.
- Les espaces algébriques propres non singuliers de dimension deux sur un corps (surfaces lisses) sont des schémas.
- Les espaces en groupes quasi-séparés dans la catégorie des espaces algébriques sur un corps sont des schémas. Il existe des objets en groupe n'étant pas quasi-séparés qui ne sont pas des schémas.
- Les espaces en groupe commutatif dans la catégorie des espaces algébriques sur un schéma arbitraire qui sont propres, de localement de présentation finie, plats et cohomologiquement plats en dimension 0 sont des schémas.
- Toutes les surfaces algébriques singulières ne sont pas un schéma.
- L'exemple d'Hironaka peut être utilisé pour donner un espace algébrique propre 3-dimensionnel non singulier qui n'est pas un schéma, donné par le quotient d'un schéma par un groupe d'ordre 2 agissant librement. Ceci illustre une différence entre les schémas et les espaces algébriques : le quotient d'un espace algébrique par un groupe discret agissant librement est un espace algébrique, mais le quotient d'un schéma par un groupe discret agissant librement n'est pas nécessairement un schéma (même si le groupe est fini).
- Tout espace algébrique quasi-séparé contient un sous-schéma affine ouvert dense, et le complément d'un tel sous-schéma a toujours codimension ≥ 1. Ainsi les espaces algébriques sont en un sens « proches » des schémas affines.
- Le quotient des nombres complexes par un réseau est un espace algébrique, mais n'est pas une courbe elliptique, même si l'espace analytique correspondant est une courbe elliptique (ou plus précisément est l'image essentielle d'une courbe elliptique par le foncteur des espaces algébriques complexes dans les espaces analytiques). En effet, ce quotient n’est pas un schéma, ni complet et n’est même pas quasi-séparé. Cela montre que bien que le quotient d'un espace algébrique par un groupe discret infini soit un espace algébrique, il peut avoir des propriétés étranges et pourrait ne pas être l'espace algébrique auquel on s'attendait.

## Espaces algébriques et espaces analytiques
Les espaces algébriques sur les nombres complexes sont étroitement liés aux espaces analytiques et aux variétés de Moishezon.
En gros, la différence entre les espaces algébriques complexes et les espaces analytiques est que les espaces algébriques complexes sont formés par recollement étale d'affines, tandis que les espaces analytiques sont formés par recollement d'affines selon la topologie usuelle. Il existe en particulier un foncteur allant des espaces algébriques complexes de type fini vers les espaces analytiques. Les variétés de Hopf donnent des exemples de surfaces analytiques qui ne proviennent pas d'un espace algébrique propre (bien que l'on puisse construire des espaces algébriques non propres et non séparés dont l'espace analytique est une surface de Hopf). Il est également possible que différents espaces algébriques correspondent au même espace analytique : par exemple, une courbe elliptique et le quotient de C par le réseau correspondant ne sont pas isomorphes comme les espaces algébriques mais les espaces analytiques correspondants sont isomorphes.
Artin a montré que les espaces algébriques propres sur les nombres complexes sont essentiellement les mêmes que les espaces de Moishezon.

## Généralisation
Une généralisation des espaces algébriques est donnée par les champs algébriques. L'usage des quotients est encore plus souple dans la catégorie des champs que dans la catégorie des espaces algébriques.